# Unie van de Filmkritiek
De Unie van de Filmkritiek (UFK, Frans: Union de la critique de cinéma, UCC) is een Belgische vereniging van filmcritici, met hoofdzetel in Brussel.

## Geschiedenis
De vereniging werd opgericht in 1954 na het uiteenvallen van de in 1925 opgerichte Beroepsvereniging van de Belgische Filmpers (BBF) als gevolg van interne spanningen binnen de ook al door kastekorten geplaagde vereniging. Een van de oprichters van de Unie van de Filmkritiek, Olivier Delville, die voorzitter van de BBF was geweest, werd de eerste voorzitter van de nieuwe unie.
Het belangrijkste doel van de vereniging is het ondersteunen van de artistieke en culturele waarden van de film, mede door het toekennen van jaarlijkse prijzen aan de bioscoopfilms die het best bijdroegen aan de uitstraling van de filmkunst.

## Prijzen
- Grote Prijs (Grand Prix) voor internationale films, uitgereikt sinds 1954.
- André Cavensprijs (Prix André-Cavens) voor Belgische films, uitgereikt sinds 1976.

## Voorzitters
- Marc Bussens (2017-...)
- Olivier Clinckart (2011-2017)
- Stefan Eraly (2005-2011)
- Jean-François Pluijgers (2002-2005)
- Roel Van Bambost (...-2002)
- Mia Droeshout (...-...)
- Pierre Thonon (1976-...)
- Olivier Delville (1954-1976)